# Barygenys exsul
Barygenys exsul är en groddjursart som beskrevs av Richard G. Zweifel 1963. Barygenys exsul ingår i släktet Barygenys och familjen Microhylidae. IUCN kategoriserar arten globalt som livskraftig. Inga underarter finns listade.